# Krvavé pondělí (Čenstochová)

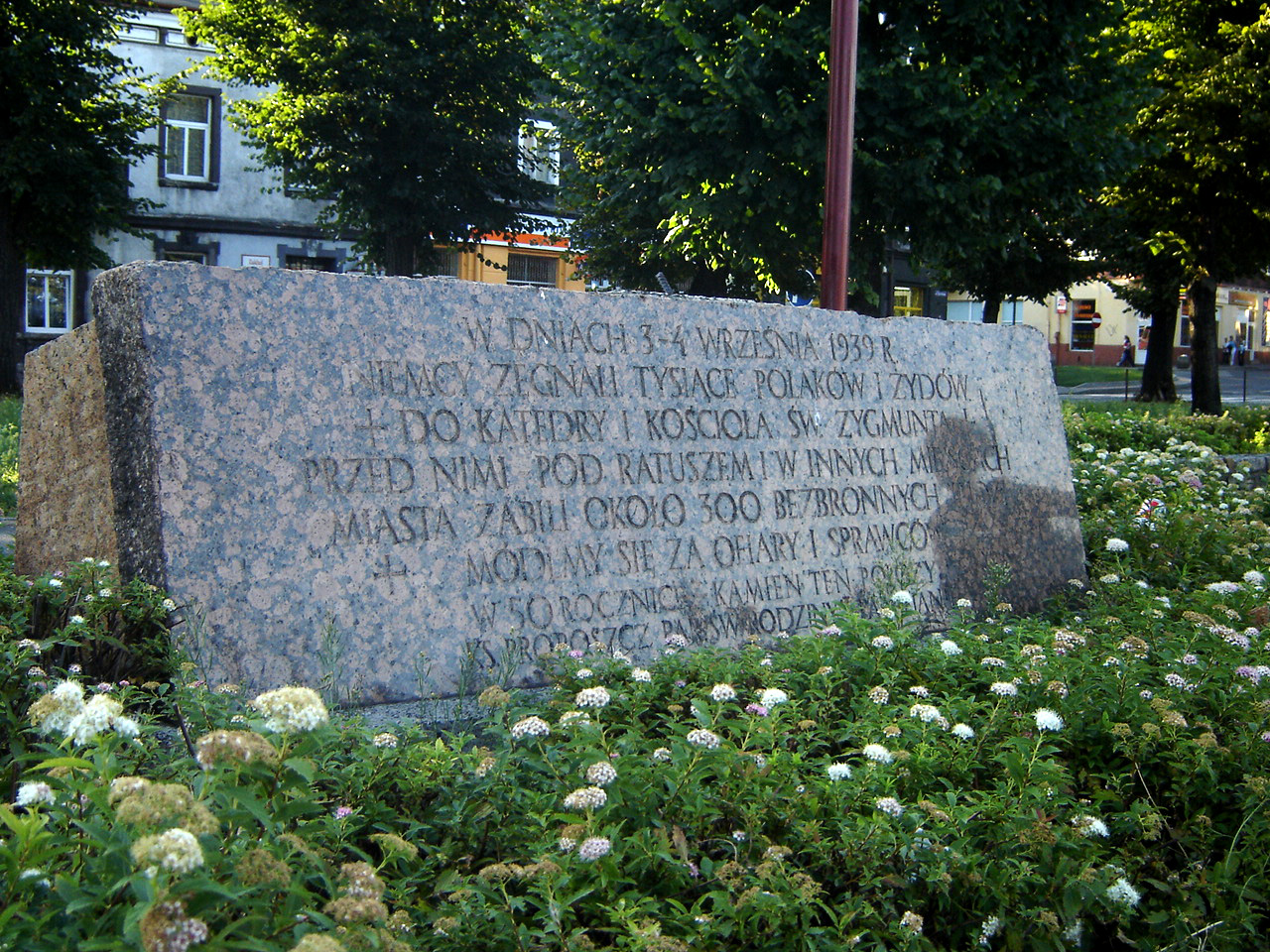
Pamětní deska na náměstí Jana Pavla II., která je připomínkou Krvavého pondělí v Čenstochové

Krvavé pondělí je označení vraždy několika set civilních obyvatel Čenstochové v jižním Polsku, spáchané Němci 4. září 1939, den po okupaci města.
Vojáci Wehrmachtu a funkcionáři SS pořádali v ulicích města razie, vyváděli lidi z domů a se zbraněmi v rukou je naháněli do předem stanovených shromažďovacích bodů (mj. náměstí před katedrálou, ulice Strażacka, dnešní náměstí Biegańského a náměstí Daszyńského). Před katedrálou stříleli Němci z kulometů do sevřeného davu, před radnicí zabíjeli jednotlivými výstřely do hlavy. K vraždění došlo rovněž ve vojenské nemocnici, která měla vyvěšenu vlajku Červeného kříže. Tisíce lidí bylo uvězněno ve čtvrti Zawodzie a v městských kostelech.
Při exhumaci, provedené na příkaz stadthauptmanna Richarda Wendlera úředníkem polské městské správy Bolesławem Kurkowským mezi únorem a dubnem 1940, bylo nalezeno 227 mrtvol: 194 mužů, 25 žen a 8 dětí; 205 Poláků a 22 Židů.
Tento počet obětí však není konečný, neboť exhumace nebyla provedena na místech, jež byly v té době v držení Němců (kasárna, letiště). V některých případech si těla zabitých také odnesly jejich rodiny. Exhumované oběti byly pochovány na hřbitově Kule.
Celkový počet obětí „krvavého pondělí“ se odhaduje na 300 – 500 osob.